# 约翰·施米茨
约翰·乔治·施密茨（英語：John G. Schmitz，1930年8月12日—2001年1月10日）是美國共和党籍众议院眾議員和加利福尼亚州参议院參議員，立場為極右翼。

## 生平
曾任保守派組織約翰·博齊協會領導人，但施密茨因言論過於極端，被約翰·博齊協會開除出組織。1972年美国总统选举時，他还作為美国独立党參選人競選總統。
1982年，在被揭露婚外恋以及婚外生子後，施密茨的政治生涯被迫終結。
2001年，施密茨因前列腺癌去世，享年70岁，死後埋葬在阿灵顿国家公墓。玛丽·凯·勒图尔诺是其女兒。 

## 更多阅读
- 约翰·施米茨－美國國會國家人物傳記大辭典
- John G. Schmitz Memorial Home Page （页面存档备份，存于）
- Steinbacher, John (1972). John Schmitz and the American Party
- Gregor Brand: John G. Schmitz. US-Politiker und Professor, Nachfahre eines Auswanderers aus Rommersheim  （页面存档备份，存于）